# Davey Richards
Wesley David Richards (* 1. März 1983 in Othello (Washington)), besser bekannt unter seinem aktuellen Ringnamen Davey Richards, ist ein US-amerikanischer Wrestler. Er tritt derzeit regelmäßig bei TNA und anderen Independent Promotions auf. Einer seiner bisher größten Erfolge ist der Gewinn der ROH World Championship.

## Karriere

### Anfänge
In seiner High School war Richards im Ringerteam und betrieb Brazilian Jiu-Jitsu.
Im Jahr 2004 begann Richards sein Wrestlingtraining. Trainiert wurde er von Tony Kozina und Paul Orndorff. Im Juni 2004 bestritt Richards sein erstes Match.

### Independent
Richards trat fortan an bei verschiedenen Independent Promotions (z. B. Pro Wrestling Guerrilla oder Pro Wrestling WAR) auf. Bei Pro Wrestling Guerrilla (kurz PWG) bildete er 2005 mit Super Dragon ein Tag Team. Mit diesem gewann er seinen ersten Titel, den PWG World Tag Team Titel. Im Juni 2006 trat er das erste Mal bei Ring of Honor auf. Am 17. November 2006 gewann er den PWG World Tag Team Titel ein zweites Mal, diesmal mit Roderick Strong. Die Titel gaben sie nur einen Tag später wieder ab. Im Februar 2007 bildete Richards mit Roderick Strong und Rocky Romero das Stable „No Remorse Corps“. Mit diesen fehdete Richards gegen das Stable „Resilience“ (bestehend aus Austin Aries, Matt Cross und Erick Stevens). Im Juli 2007 trat Richards in Japan bei Pro Wrestling NOAH auf.
Im Januar 2008 gewann Richards zusammen mit Rocky Romero die ROH World Tag Team Championship. Diese mussten sie im April an The Briscoes (Jay Briscoe und Mark Briscoe) abgeben. Im Dezember 2008 bildete Richards mit Eddie Edwards das Tag Team American Wolves. Mit diesem gewann Richards am 10. April 2009 die ROH World Tag Team Championship. Die Titel gaben sie im Dezember an The Briscoes ab. Mit Edwards gewann Richards bei Squared Circle Wrestling die 2CW Tag Team Championship.
Im Herbst 2010 gab Richards bekannt, dass er seine Karriere beenden wolle. Dies verwarf er jedoch und unterschrieb einen neuen Vertrag mit Ring of Honor. Dort gewann er am 26. Juni 2011 die ROH World Championship von Eddie Edwards. Den Titel verlor er am 12. Mai 2012 bei Border Wars an Kevin Steen.
Am 18. Juni 2012 kündigte Richards erneut seinen Rücktritt vom Wrestling an, um eine Laufbahn im Brazilian Jiu-Jitsu zu starten.

## Erfolge

### Titel
- Ring of Honor

- 1× ROH World Champion

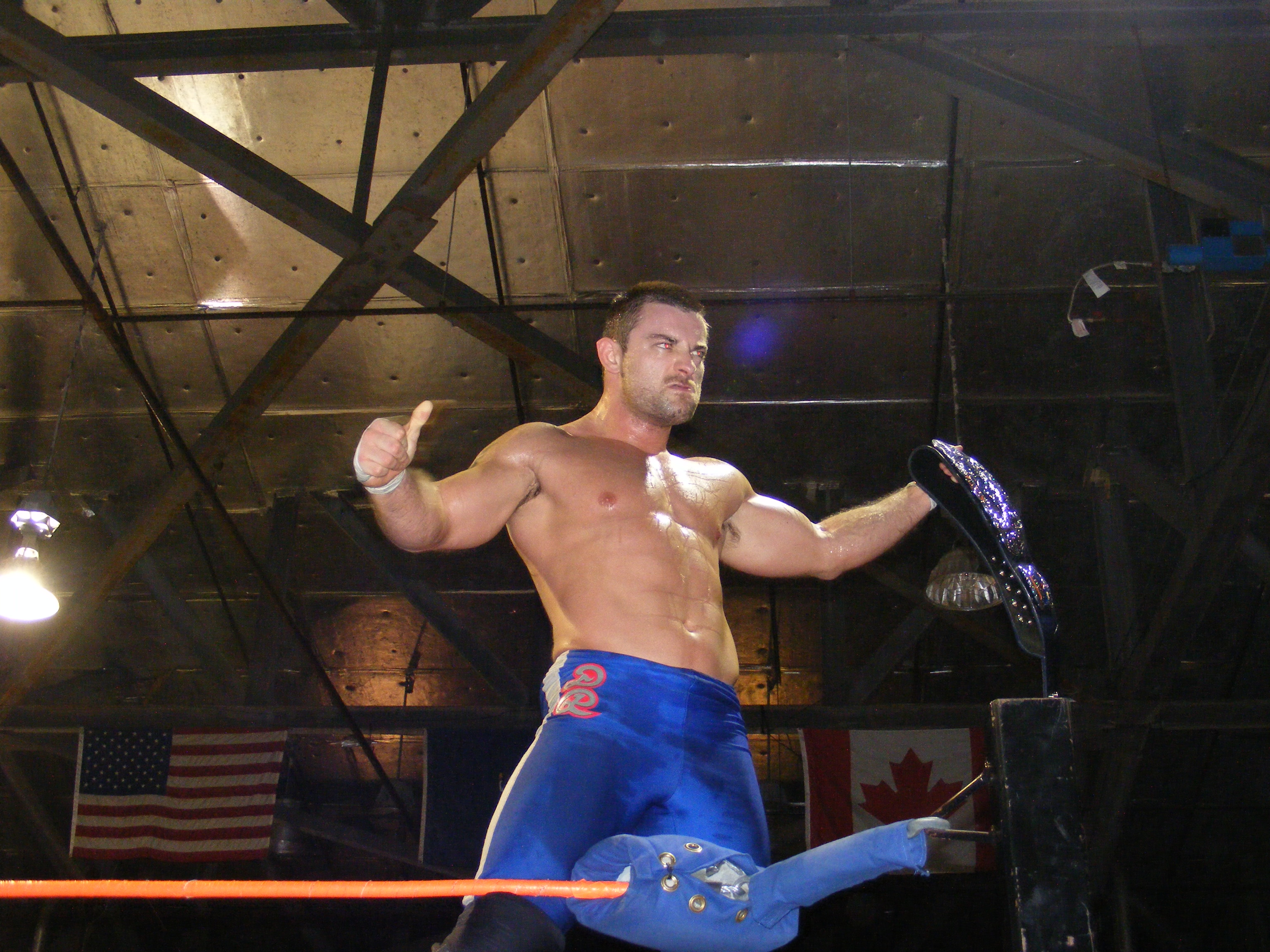
Richards als 2CW Tag Team Champion

- 2× ROH World Tag Team Champion je 1× mit Rocky Romero und Eddie Edwards

- New Japan Pro-Wrestling

- 2× IWGP Junior Heavyweight Tag Team Champion mit Rocky Romero

- Pro Wrestling Guerrilla

- 3× PWG World Tag Team Champion 2× mit Super Dragon, 1× mit Roderick Strong
- 1× PWG World Champion

- Full Impact Pro

- 2× FIP World Heavyweight Champion

- Squared Circle Wrestling

- 1× 2CW Tag Team Champion mit Eddie Edwards

- Pro Wrestling Eclipse

- 1× PWE Open Weight Champion (Aktueller Titelträger)

- Total Nonstop Action Wrestling

- 5× TNA World Tag Team Champion mit Eddie Edwards

- Major League Wrestling

- Opera Cup Winner (2021)
- 1× MLW National Openweight Championship

### Auszeichnungen
- Wrestling Observer
  - Tag Team Of The Year (2009) mit Eddie Edwards als American Wolves
  - Most Outstanding Wrestler (2011)
  - 5 Star Match gegen Michael Elgin am 31. März 2012 bei Showdown in the Sun

## Sonstiges/Wissenswertes
- Richards gründete Ende 2009 zusammen mit Gabe Sapolsky und Sal Hamaoui die Wrestlingliga Evolve.